# Ruta 926 (Costa Rica)
La Ruta 926, oficialmente Ruta Nacional Terciaria 926, es una ruta nacional de Costa Rica ubicada en la provincia de Guanacaste.

## Descripción
En la provincia de Guanacaste, la ruta atraviesa el cantón de Tilarán (los distritos de Tilarán, Tronadora).